# بيتر رونالد ماكدونالد
بيتر رونالد ماكدونالد هو سياسي كندي، ولد في 1901 في كندا، وتوفي في 2 مايو 1970. حزبياً، نشط في الحزب الكندي التقدمي المحافظ. وقد انتخب عضو مجلس العموم الكندي.